# Johann Georg Bornemann
Johann Georg Bornemann (* 20. Mai 1831 in Mühlhausen; † 5. Juli 1896 in Eisenach) war ein deutscher Geologe, Paläontologe und Unternehmer des 19. Jahrhunderts. Sein offizielles botanisches Autorenkürzel lautet „Bornem.“.

## Leben
Bornemann entstammte einer Kaufmannsfamilie und war als Unternehmer ebenfalls erfolgreich. Er wurde als jüngstes von sieben Geschwistern geboren und starb an den Folgen einer Herzerkrankung. Bornemanns Sohn war der Pflanzenbauwissenschaftler Felix Bornemann.
Nach dem Besuch des Gymnasiums in Mühlhausen/Thüringen in den Jahren 1842 bis 1850 nahm Bornemann ein Studium der Naturwissenschaften an den Universitäten Leipzig, Göttingen und Berlin auf. Nach vierjährigem Studium schloss er 1854 das Studium mit seiner Dissertation ("Ueber die Lias-Formation in der Umgegend von Göttingen und ihre organischen Einschlüsse") ab. 
In den folgenden Jahren reiste Bornemann zwei Mal nach Italien, wo er geologisch tätig war. So beschäftigte er sich 1856 auf seiner ersten Italienreise mit Vulkanismus und erforschte 1857 auf seiner zweiten Italienreise Geologie und Lagerstätten der Insel Sardinien. Infolgedessen wurde eine Bergbaugesellschaft für die Ausbeutung von Bleierzlagerstätten auf Sardinien gegründet.
Im Jahr 1859 heiratete er Agnes Louise Sellier, Tochter des Bankiers Louis Sellier, Witwe seines älteren Bruders August-Wilhelm und Mutter dreier Kinder. Danach zog die Familie nach Leipzig, wo Bornemann als Privatdozent an der Universität Leipzig wirkte. Fünf Jahre später folgte ein Umzug nach Eisenach, wo Bornemann 1861 einen Landsitz aufgebaut hatte. Er arbeitete als Bodenspekulant (Gründung der Eisenacher Ziegelei-Aktiengesellschaft bei Stregda).
Bornemann war ein Kenner der mitteldeutschen Trias und gehörte zahlreichen Forschungsgesellschaften an. Seine umfangreiche Fossilien- und Gesteinssammlung ist im Institut für Geologische Wissenschaften und Geiselthalmuseum der Martin-Luther-Universität Halle-Wittenberg einzusehen. Im Jahr 1864 wurde er zum Mitglied der Deutschen Akademie der Naturforscher Leopoldina gewählt.
Nach dem Tod seiner ersten Frau Agnes (Mutter seiner 7 Kinder) im Jahr 1889 ließ er zu ihrem Andenken auf der Göpelskuppe in Eisenach eine überdimensionale steinerne Sitzbank mit Gedenktafel errichten. Sie ist heute ein Wanderziel mit Blick auf die Wartburg. Im Jahr 1891 heiratete Bornemann seine zweite Frau Helene von Willich. 

## Schriften
- 1852: Ueber die geognostischen Verhältnisse des Ohmgebirges bei Worbis.
- 1853: Ueber gediegenes Eisen aus der Keuperformation bei Mühlhausen in Thür.
- Ueber die Liasformation in der Umgegend von Göttingen und ihre organischen Einschlüsse. Inaugural-Dissertation, A. W. Schade, Berlin 1854
- Ueber Semionotus im oberen Keupersandstein. Zeitschrift der Deutschen Geologischen Gesellschaft, VI,  612 – 615, Tafel XXV, Berlin 1854
- Ueber organische Reste der Lettenkohlengruppe Thüringens. Ein Beitrag zur Fauna und Flora dieser Formation. Besonders über fossile Cycadeen, nebst vergleichenden Untersuchungen über die Blattstruktur der jetztweltlichen Cycadeen-Gattungen. 85 S., XII Tafeln, Verlag von Wilhelm Engelmann, Leipzig 1856
- 1856: Flora Mulhusiana. Systematisches Verzeichnis der im Kreise Mühlhausen (Prov. Sachsen) wild wachsenden oder im Grossen cultivirten Pflanzen.
- 1856: Ueber die Diluvial- und Alluvialablagerungen der Umgebung von Mühlhausen im Gebiete des oberen Unstrutthales.
- 1856: Ueber den gegenwärtigen Stand der aktiven Vulkane Italiens.
- 1861: Ueber Pflanzenreste in Quarzkrystallen.
- 1873: Ueber eine mikroskopische Schleifmaschine (mit L. G. Bornemann jr.)
- 1874: Ueber Reste aus der Steinzeit in der Umgegend von Eisenach.
- 1885: Ueber fossile Kalkalgen.
- 1886: Die Versteinerungen des cambrischen Schichtensystems der Insel Sardinien nebst vergleichenden Untersuchungen über analoge Vorkommnisse aus anderen Ländern.
- Beiträge zur Kenntnis des Muschelkalks, insbesondere der Schichtenfolge und der Gesteine des unteren Muschelkalks in Thüringen. Jahrbuch der Königlich Preussischen geologischen Landesanstalt und Bergakademie zu Berlin für das Jahr 1885, 267 – 321, Tafel VII – XIV, Berlin 1886
- 1889: Ueber den bunten Sandstein und seine Bedeutung für die Trias, nebst Untersuchungen über Sand- und Sandsteinbildungen im Allgemeinen.